# دهستان گرمادوز غربی
دهستان گرمادوز غربی یکی از دهستان‌های استان آذربایجان شرقی است که در بخش گرمادوز شهرستان خداآفرین واقع شده‌است.